# Coniophanes lateritius
Coniophanes lateritius (безсмуга змія) — вид змій родини полозових (Colubridae). Ендемік Мексики.

## Поширення і екологія
Безсмугі змії мешкають в штатах Сіналоа, Морелос, Халіско, Сонора, Герреро і Наярит на заході Мексики.